# Cangrejeros de Santurce (pallacanestro)
I Cangrejeros de Santurce sono una società cestistica avente sede nella circoscrizione di Santurce, a San Juan, Porto Rico. Fondati nel 1956, giocano nel campionato portoricano.
Disputano le partite interne nel José Miguel Agrelot Coliseum, che ha una capacità di 18.500 spettatori.

## Palmarès
- Campionati portoricani: 8

1962, 1968, 1998, 1999, 2000, 2001, 2003, 2007